# Josef Dollinger
Josef Dollinger (* 1959) ist ein deutscher Kommunalpolitiker (parteilos, bis 2025 Freie Wähler). Er ist seit 2020 Bürgermeister der Stadt Moosburg an der Isar.

## Leben
Seit 2002 ist Josef Dollinger Mitglied des Stadtrates in Moosburg, seit 2008 Mitglied im Kreistag des Landkreises Freising. Nachdem er bereits einmal erfolglos bei der Bürgermeisterwahl in Moosburg angetreten war, verlor er bei seiner zweiten Bürgermeisterkandidatur 2014 mit 44,2 % der Stimmen in der Stichwahl gegen Amtsinhaberin Anita Meinelt. Danach war er sechs Jahre lang als ihr Stellvertreter bzw. ehrenamtlicher 2. Bürgermeister tätig.
Bei der Kommunalwahl 2020 setzte er sich mit 51,17 % in der Stichwahl um das Bürgermeisteramt gegen seinen Mitbewerber Michael Stanglmaier (Grüne) durch.
Januar 2025 wurde bekannt, dass Dollinger aus dem örtlichen Verband der Freien Wähler austreten und bei der folgenden Bürgermeisterwahl als parteiloser Kandidat antreten wird.
Dollinger ist verheiratet und hat eine Tochter. Vor seiner Tätigkeit als hauptamtlicher Bürgermeister war er als Heilpraktiker tätig und führte seinen eigenen Kino- und Gastronomiebetrieb.